# Македонска народна банка
Македонската народна банка е българска банка, съществувала в София от 1929 до 1947 година.

## История
Банката е основана на 24 март 1929 година от Националния комитет на македонските братства в България. Дейността ѝ започва с 20 милиона лева дялов капитал, по-голямата част от които са средства на ВМРО. Управителният ѝ съвет е избран и се състои от Иван Каранджулов от Прилеп, Крум Чапрашиков от Дупница, Тодор Пиперевски от Щип, Лазар Киселинчев от Косинец, Борис Антонов от Крива паланка, Аврам Чальовски от Галичник, Яким Цветанов от Крива Паланка, Неделко Неделков от Крушево и Тодор Хаджидимов. Подгласници са Димитър Ставрев, Никола Божинов от Крушево и Наум Христов. В Контролния съвет влизат Георги Николов, Димитър Деянов и Никола Габровски.
Седалището на банката е в София. Тя започва да функционира на 26 юни 1929 година, на площад „Света Неделя“ в помещение на Духовната академия, а в 1930 година са открити клонове и в Свети Врач, Петрич, Неврокоп и Горна Джумая.
Създаването на Македонската народна банка не е с цел да конкурира Македонската кооперативната банка. Задачи ѝ са да централизира спестяванията на македонските бежанци, както и да подпомага набирането на бъдещия фонд на Македонския народен неприкосновен капитал.
Банката кредитира по-едрите търговци, индустриалци и занаятчии. През 1930 година капиталът ѝ е удвоен на 40 милиона лева.
Национализирана е и е закрита на 26 декември 1947 година със Закона за банките.